# Antonio Fogazzaro
Antonio Fogazzaro [fogacáro] (25. března 1842 Vicenza – 7. března 1911 tamtéž) byl italský romanopisec, básník a dramatik, hlavní představitel spiritualistického a mystického proudu italské dekadence.

## Život
Narodil se v rodině Mariana Fogazzara (1814–1887) a Teresy roz. Barrera (1801–1891). Měl sestru Innocentinu (1844–1901).
Fogazzaro pocházel ze zámožné a vzdělané rodiny, ve které se mu dostalo přísného katolického vychování. Po dokončení střední školy, kde byl mezi jeho učiteli básník Giacomo Zanella, se chtěl věnovat studiu literatury, ale podle vůle svého otce začal studovat právo, nejprve v Padově a pak v Turíně, kde roku 1864 promoval. Poté byl zaměstnán v advokátní kanceláři v Miláně a při pobytu v tomto městě se seznámil s představiteli bohémského uměleckého hnutí La Scapigliatura [skapiljatúra] (například básníci Arrigo Boito, Emilo Praga a další). 
Roku 1866 se odstěhoval zpět do Vincezy a oženil se s hraběnkou Margheritou Lampertico di Valmarana (1843–1922), se kterou měl tři děti Ginu Roi (1869–1936), Mariana (1875–1895) a Mariu (1881–1952).
V té době začal prožívat hlubokou morální a náboženskou krizi vyvolanou rozpory mezi smyslovým a duchovním životem, mezi vědou a náboženskou vírou. Ve snaze překonat tento rozpor se přiklonil k tzv. katolickému modernismu, církví později odsouzenému.
Svou literární dráhu započal Fogazzaro roku 1874, kdy za finanční pomoci svého otce vydal epickou báseň v nerýmovaných hendekasylabech (jedenáctislabičných verších) Miranda. Svůj první román Malombra (1881) psal asi deset let, protože tento žánr považoval z hlediska vlivu na čtenáře za nevýznamnější. Toto i další jeho prozaická díla se vyznačují formální i psychologickou vybroušeností, realistická líčení italské přírody v nich kontrastují s citovou rozervaností postav, které často trpí chorobnou smyslností.
Roku 1898 byl Fogazzaro jmenován senátorem Italského království. Aktivně se účastnil debat o darwinismu a evolučních teoriích, které se snažil skloubit s katolicismem. Na toto téma a na téma duchovní obnovy církve přednesl řadu přednášek a napsal celou řadu esejů i několik románů. Roku 1905 zařadila Římskokatolická církev dva z nich, romány Il Santo (1905, Světec) a Leila (1910) na seznam zakázaných knih Index Librorum Prohibitorum.

## Dílo
- Miranda (1874), epická báseň

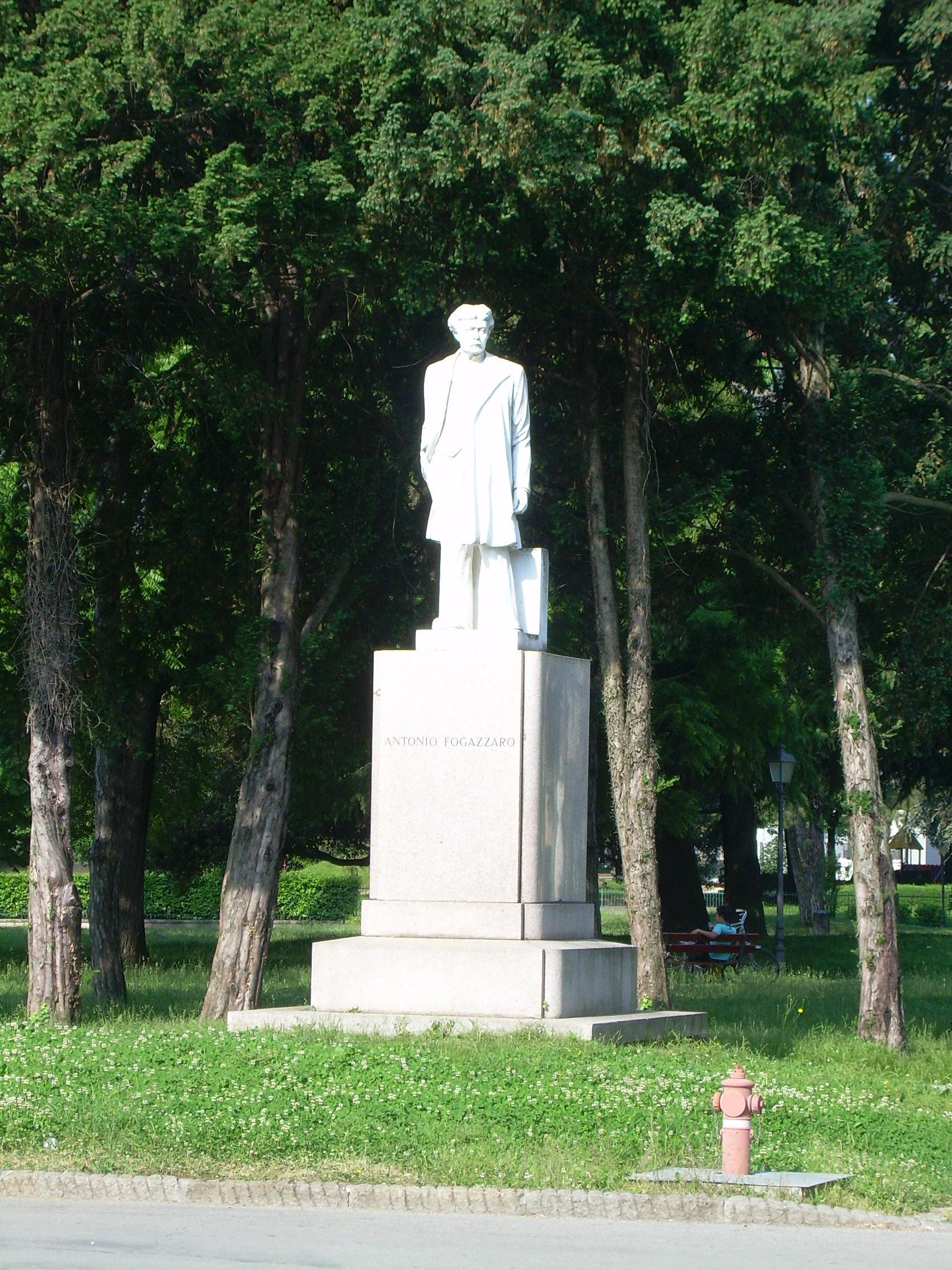
Fogazzarův pomník ve Vicenze

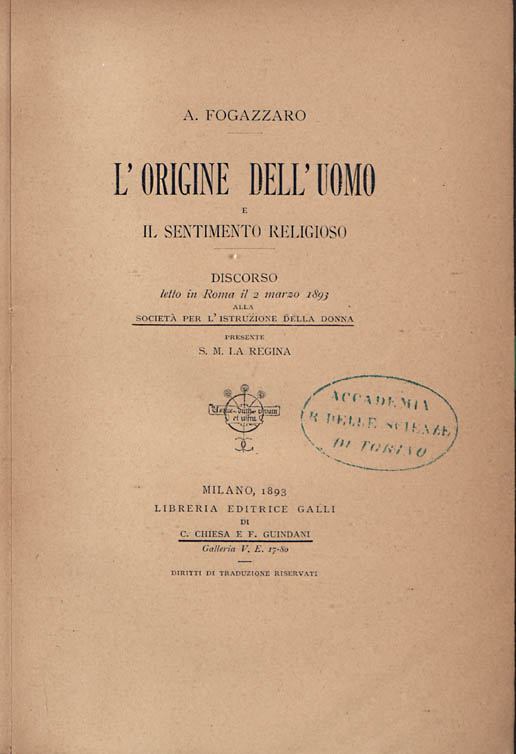
Origine dell'uomo

- Valsolda (1876), básnická sbírka věnovaná stejnojmennému městu obsahující verše vnitřního neklidu, citových bouří i mystického vytržení
- Frammenti di canti nuziali finnici (1881), básnická sbírka
- Malombra (1881), román řešící rozpor mezi láskou a vinou, jehož hlavní hrdina se vybíjí v náboženském a politickém horování, ale je neschopen skutečného činu
- Daiele Cortis (1885), román líčící rozpor mezi láskou a politikou, jehož hlavní hrdina předjímá typ nadčlověka, který později rozvinul Gabriele d'Annunzio
- Fedele, ed altri racconti (1887; Věřící a další povídky), sbírka povídek
- Il mistero del poeta (1888; Záhada básníkova), milostný román
- Racconti brevi (1894; Krátké povídky), sbírka povídek a pohádek, český výbor Eden Anto
- Piccolo mondo antico (1895; Malý starodávný svět), román, česky též jako Rodiče, autorovo vrcholné dílo,[2] intimní příběh manželské a rodičovské lásky Franca Maironiho a jeho ženy Luisy odehrávající se v okolí Luganského jezera v období risorgimenta. Franco, který je šlechtického původu, se proti vůli své rodiny ožení s měšťanskou dívkou Luisou, která po smrti dcerky propadne okultismu. Franco jí však zachrání svým činorodým vlastenectvím, směřujícím k osvobození Itálie od rakouské nadvlády
- Discorsi (1898; Hovory), eseje
- Scienza e dolore (1898; Věda a bolest), eseje
- Ascensioni umane (1899; Lidské vzestupy), eseje
- Piccolo mondo moderno (1900–1901; Malý moderní svět), román, dva svazky, pokračování románu Piccolo mondo antico, česky jako Děti nebo jako Obrození, příběh nešťastného manželství Francova syna Pierra Maironiho se šílenou ženou a o jeho osudové lásce ke vdané ženě Jeanne, ve kterém hlavní hrdina řeší rozpor mezi touhou po ženě a snahou dostát povinnostem a přikázáním víry
- Il dolore nell'arte (1901; Bolest v umění), eseje
- El garofalo rosso (1901; Červený karafiát), divadelní hra
- Il Santo (1905; Světec), závěrečný svazek autorovy volné románové trilogie o osudech rodiny Maironiů, ve které Pierro žije v klášteře jako mnich, po letech se však setká s ovdovělou Jeanne a jejich vášeň opět vzplane; Pierro však odolá a Jeanne nalezne víru. Přes tento konec byla kniha Římskokatolickou církví zařazena na seznam zakázaných knih Index Librorum Prohibitorum
- Leila (1910), román, příběh zakázané lásky napsaný v lehce komediálním tónu, zařazený církví rovněž na seznam zakázaných knih

## Filmové adaptace
- Malombra (1917), italský němý film, režie Carmine Gallone
- Piccolo mondo antico (1941), italský film, režie Mario Soldati
- Malombra (1942), italský film, režie Mario Soldati
- Daniele Cortis (1947), italský film, režie Mario Soldati, v titulní roli Vittorio Gassman
- Malombra (1974), italský televizní film, režie Raffaele Meloni
- Piccolo mondo moderno (1984), italský televizní film, režie Daniele D'Anza
- Il santo (1984), italský televizní film, režie Gianluigi Calderone
- Piccolo mondo antico (2001), italský televizní film, režie Cinzia Th. Torrini

## Česká vydání
- Daniele Cortis: román, František Šimáček, Praha 1892, přeložil Vladislav Komarský[3]
- Návštěva po smrti, Alois Hynek, Praha 1899, přeložil Josef Koněrza
- Rodiče: román, Karel Stanislav Sokol, Praha 1905, přeložil R. Klement
- Děti, Karel Stanislav Sokol, Praha 1905, přeložil R. Klement
- Obrození, Nový Život, Prostějov 1905, přeložil Ignác Husička
- Miranda: novela veršem, Václav Kotrba, Praha 1907 přeložil Karel Vrátný
- Obrození, Bohdan Melichar, Hradec Králové 1908, přeložil Ignác Husička[4]
- Světec, Karel Stanislav Sokol, Praha 1911, přeložil R. Klement
- Světec, Josef Pelcl, Praha 1911, přeložil Gustav Žďárský[5]
- Návštěva po smrti, J. R. Vilímek, Praha 1911, in: 1000 nejkrásnějších novel... č. 6, přeložil Bedřich Frída
- Eden Anto, Jaroslav Picka, Praha 1930, přeložil Otto F. Babler
- Malý starodávný svět, Lidová demokracie, Praha 1965, přeložil Václav Čep